# Jean-Marc Ripert
Pour les articles homonymes, voir Ripert.
Jean-Marc Ripert est un directeur de la photographie français.

## Filmographie
- 1960 : L'Amérique insolite de François Reichenbach
- 1961 : La Frontière, court métrage de Jean Cayrol et Claude Durand
- 1962 : Janine, court métrage de Maurice Pialat
- 1962 : Un cœur gros comme ça de François Reichenbach
- 1964 : La Douceur du village, court métrage de François Reichenbach
- 1964 : L'Amour à la mer de Guy Gilles
- 1967 : Les Encerclés de Christian Gion
- 1968 : Au pan coupé de Guy Gilles
- 1968 : Ce sacré grand-père de Jacques Poitrenaud
- 1969 : Paris top secret de Pierre Roustang
- 1970 : Cran d'arrêt d'Yves Boisset
- 1970 : Un condé d'Yves Boisset
- 1971 : Viva la muerte de Fernando Arrabal
- 1971 : Les Stances à Sophie de Moshé Mizrahi
- 1972 : Mendiants et Orgueilleux de Jacques Poitrenaud
- 1973 : Themroc de Claude Faraldo
- 1976 : Les Fleurs du miel de Claude Faraldo
- 1982 : Le Crime d'amour de Guy Gilles